# Chusejn Chalmurzajev
Chusejn Chalmurzajev (* 9. října 1993) je ruský zápasník–judista ingušské národnosti.

## Sportovní kariéra
S úpolovými sporty začínal v 8 letech v Nazrani společně se svým bratrem dvojčetem Chasanem, olympijským vítězem z roku 2016. Připravuje se pod vedením Junuse Ozdojeva. V ruské seniorské reprezentaci se pohybuje od roku 2013 ve střední váze do 90 kg. V roce 2016 se zlepšenými výsledky na jaře kvalifikoval na olympijské hry v Riu, ale nebyl nominován ruským olympijským výběrem na úkor Kirilla Děnisova.

### Vítězství
- 2016 – 1× světový pohár (Samsun)

## Výsledky
| Olympijské hry     |    | —  |    |     |   | — |     |     |    |  |  |  |  |  |  |  |  |  |  |  |  |  |  |  |  |
| Mistrovství světa  | —  |    | —  | —   | — |   | úč. | úč. |    |  |  |  |  |  |  |  |  |  |  |  |  |  |  |  |  |
| Evropské hry       |    |    |    |     | — |   |     |     | 3. |  |  |  |  |  |  |  |  |  |  |  |  |  |  |  |  |
| Mistrovství Evropy | —  | —  | —  | —   | — | — | 3.  | —   | 3. |  |  |  |  |  |  |  |  |  |  |  |  |  |  |  |  |
| ME do 23 let       | —  | —  | 5. | úč. | — |   |     |     |    |  |  |  |  |  |  |  |  |  |  |  |  |  |  |  |  |
| MS juniorů         | 2. |    | —  |     |   |   |     |     |    |  |  |  |  |  |  |  |  |  |  |  |  |  |  |  |  |
| ME juniorů         | 1. | 1. | —  |     |   |   |     |     |    |  |  |  |  |  |  |  |  |  |  |  |  |  |  |  |  |